# Dąbrowa Tarnowska (stacja kolejowa)
Dąbrowa Tarnowska – nieczynna stacja kolejowa położona w Dąbrowie Tarnowskiej, w województwie małopolskim, w Polsce.